# Provincia di Inhambane
La provincia di Inhambane è una provincia del Mozambico meridionale. Prende il nome dal suo capoluogo, Inhambane.

## Geografia fisica
La provincia confina a nord con la provincia di Sofala, a est e a sud si affaccia sul canale di Mozambico, a ovest confina con la provincia di Gaza.
Il territorio è costituito da un'ampia pianura costiera. Il fiume Save segna il confine settentrionale ed il fiume Changane segna quello centro-occidentale. Lungo la costa sono frequenti le zone umide ricche di mangrovie. Diverse isole fanno parte della provincia. Le principali sono Bazaruto e Benguèrja.

## Geografia antropica

### Suddivisioni amministrative
La provincia è divisa nei seguenti distretti:
- Funhalouro
- Govuro
- Homoine
- Inharrime
- Inhassoro
- Jangamo
- Mabote
- Massinga
- Morrumbene
- Panda
- Vilanculos
- Zavala